# لورانس دبليو. شيرمان
لورانس دبليو. شيرمان (بالإنجليزية: Lawrence W. Sherman)‏ هو عالم اجتماع أمريكي، ولد في 25 أكتوبر 1949 في سكنيكتادي في الولايات المتحدة.